# Sale, amore e vento
Sale, amore e vento è un singolo del gruppo musicale italiano Tiromancino, pubblicato il 9 novembre 2018 come terzo estratto dal dodicesimo album in studio Fino a qui.